# Piotr Kowalik
Piotr Jan Kowalik (ur. 7 września 1939 w Opactwie k. Kozienic, zm. 8 lipca 2025) – polski inżynier, specjalizujący się w hydrologii, fizyce gleb i gruntów i gospodarce wodnej. Profesor nauk technicznych.

## Życiorys
W 1961 roku ukończył studia w zakresie inżynierii środowiska na Wydziale Budownictwa Wodnego Politechniki Gdańskiej, w latach 1961–1962 - Studium Urbanistyczne przy Wydziale Architektury PG, a w latach 1968–1969 – studia podyplomowe w dziedzinie gleboznawstwa na Uniwersytecie Rolniczym w Wageningen. Stopień doktora nauk technicznych uzyskał w 1967 roku, a doktora habilitowanego w 1972 roku na tej samej uczelni. W 1979 roku otrzymał tytuł profesora nauk technicznych, a od 1988 był zatrudniony na stanowisku profesora zwyczajnego. 
W latach 1983–2005 pełnił funkcję kierownika Katedry Inżynierii Sanitarnej na Politechnice Gdańskiej. Od 2002 roku był członkiem korespondentem Polskiej Akademii Nauk.  
Opracowywał modele komputerowe dotyczące obiegu wody i wzrostu roślin na polderach w Holandii i na Żuławach. Tworzył programy wzrostu wierzby energetycznej we współpracy z grupą naukowców z Uppsali. Przebywał też w Danii, opracowując technologie oczyszczania ścieków z udziałem roślin.

## Życie prywatne
Żoną Piotra Kowalika była dr n. med. Barbara Sęp-Kowalik, lekarz psychiatra. Dwie córki ukończyły studia – starsza Katarzyna jest lekarzem pediatrą, a młodsza Krystyna prawniczką, specjalistką od prawa Unii Europejskiej. Wolny czas poświęcał na historię sztuki użytkowej, zwłaszcza XIX wieku.

## Ordery i odznaczenia
- Krzyż Komandorski Orderu Odrodzenia Polski
- Krzyż Oficerski Orderu Odrodzenia Polski
- Medal Komisji Edukacji Narodowej
- Medal Księcia Mściwoja II (2001)[3]
- Medal „Za zasługi dla Politechniki Gdańskiej”
- Medal „Za zasługi dla Akademii Rolniczej we Wrocławiu”

Źródło:.

## Wyróżnienia i nagrody
- Światowa Nagroda Edukacji Ekologicznej (Society of Environmental Toxicology and Chemistry (SETAC), 1993)
- Nagroda Bertebosa (Królewska Szwedzka Akademia Nauk Rolniczych i Leśnych, 2005)
- doktorat honoris causa Uniwersytetu Przyrodniczego we Wrocławiu (2009)

## Wybrane publikacje
- Gruntoznawstwo melioracyjne (1967, wspólnie z Józefem Krzyszowskim)
- Ćwiczenia z gruntoznawstwa melioracyjnego (1969)
- Analiza wpływu melioracji wodnych na natlenienie gleb (1971)
- Podstawy teoretyczne pomiarów potencjału wody glebowej (1972)
- Zarys fizyki gruntów (1973, ISBN 978-83-7348-188-6)
- Podstawy teoretyczne agrohydrologii Żuław (1976)
- Numeryczne rozwiązania równania przepływu wody w glebie (1979, wspólnie z Janiną Kaniewską, ISBN 83-04-00044-X)
- Stan i perspektywy rozwoju gospodarki wodnej na Żuławach Delty Wisły: opracowanie bazowe (1979, współautor)
- Optymalizacja systemów inżynierii sanitarnej: skrypt dla studentów (1988)
- Constructed wetlands: for wastewater treatment from small communities (1995, opracowanie i współautorstwo, ISBN 83-86537-16-7)
- Obieg wody w ekosystemach lądowych (1995)
- Konwencjonalne i odnawialne źródła energii (1996, współautor, ISBN 83-903702-2-0)
- Ochrona środowiska glebowego (1999, ISBN 83-88007-07-6)
- Polderowa gospodarka wodna na Żuławach delty Wisły (2001)